# Éri (fils de Gad)
Pour les articles homonymes, voir Eri.
Éri est un fils de Gad fils de Jacob et de Zilpa. Ses descendants s'appellent les Érites.

## Éri et ses frères
Éri a pour frères Tsiphiôn ou Tsephôn, Haggui, Shouni, Etsbôn ou Ozni, Arodi ou Arod, Aréli,.

## Éri en Égypte
Éri part avec son père Gad et son grand-père Jacob pour s'installer en Ègypte au pays de Goshen dans le delta du Nil.
La famille des Érites dont l'ancêtre est Éri sort du pays d'Égypte avec Moïse,.